# Berkley (Massachusetts)
Berkley é uma vila localizada no condado de Bristol no estado estadounidense de Massachusetts. Sua população era de 6.679 pessoas no censo de 2018.

## Geografia
Berkley encontra-se localizado nas coordenadas 41° 50′ 17″ N, 71° 04′ 39″ O. Segundo a Departamento do Censo dos Estados Unidos, Berkley tem uma superfície total de 45.14 km², da qual 42.77 km² correspondem a terra firme e (5.24%) 2.37 km² é água.

## Demografia
Segundo o censo de 2010, tinha 6.411 pessoas residindo em Berkley. A densidade populacional era de 142,04 hab./km². Dos 6.411 habitantes, Berkley estava composto pelo 96.62% brancos, o 0.9% eram afroamericanos, o 0.11% eram amerindios, o 0.45% eram asiáticos, o 0.02% eram insulares do Pacífico, o 0.72% eram de outras raças e o 1.19% pertenciam a duas ou mais raças. Do total da população o 1.4% eram hispanos ou latinos de qualquer raça.